# 1534

## أحداث
- تأسيس مدينة إغوالا [الإنجليزية] وتقع حاليا في المكسيك.
- ديسمبر: تأسيس مدينة اوتابالو وتقع حاليا في الإكوادور.
- 2 مارس: تأسيس مدينة مانتا، الإكوادور على يد بيدرو دي ألفارادو وتقع حاليا في الإكوادور.
- 23 مارس: تأسيس مدينة كوسكو وتقع حاليا في بيرو.
- 25 أبريل: تأسيس مدينة جاويا وتقع حاليا في بيرو.
- 15 أغسطس: تأسيس مدينة ريوبامبا على يد دييغو دي ألماغرو وتقع حاليا في الإكوادور.
- 6 ديسمبر: تأسيس مدينة كيتو وتقع حاليا في الإكوادور.
- حصار كوروني في الفترة ما بين مارس و1 أبريل.
- 24 يوليو - جاك كارتييه يستولي على كندا باسم ملك فرنسا.
- 1 ديسمبر - السلطان سليمان القانوني يضم مدينة بغداد إلى الدولة العثمانية، حيث كان تسيطر عليها الدولة الصفوية.
- السلطان أحمد الأعرج السعدي يحاصر البرتغاليين في مدينة آسفي.

## مواليد
- أودا نوبوناغا
- الغورو رام داس
- داود الأنطاكي

## وفيات
- المتوكل على الله الثالث
- 1 يوليو – فريدريك الثاني، ملك الدنمارك. (توفي 1588).